# Mistrzostwa Polski w Łyżwiarstwie Szybkim w Wieloboju Sprinterskim 2002
21. Mistrzostwa Polski w wieloboju sprinterskim odbyły się w dniach 5-6 stycznia 2002 roku na torze Błonie w Sanoku.

## Kobiety
| Pozycja | Zawodniczka         | Klub                       | 500 m | Pkt. | 1000 m | Pkt. | 500 m | Pkt. | 1000 m | Pkt. | Suma pkt. |
| ------- | ------------------- | -------------------------- | ----- | ---- | ------ | ---- | ----- | ---- | ------ | ---- | --------- |
| 01 !    | Karolina Ksyt       | Pilica Tomaszów Mazowiecki |       |      |        |      |       |      |        |      | 178,978   |
| 02 !    | Katarzyna Gawrońska | Stegny Warszawa            |       |      |        |      |       |      |        |      | 179,792   |
| 03 !    | Joanna Stawińska    | Pilica Tomaszów Mazowiecki |       |      |        |      |       |      |        |      | 181,134   |

## Mężczyźni
| Pozycja | Zawodnik            | Klub                       | 500 m | Pkt. | 1000 m | Pkt. | 500 m | Pkt. | 1000 m | Pkt. | Suma pkt. |
| ------- | ------------------- | -------------------------- | ----- | ---- | ------ | ---- | ----- | ---- | ------ | ---- | --------- |
| 01 !    | Maciej Ustynowicz   | Marymont Warszawa          |       |      |        |      |       |      |        |      | 156,573   |
| 02 !    | Rafał Gąsior        | AZS-AWF                    |       |      |        |      |       |      |        |      | 157,429   |
| 03 !    | Arkadiusz Skoneczny | Pilica Tomaszów Mazowiecki |       |      |        |      |       |      |        |      | 158,654   |